# Ato Navio

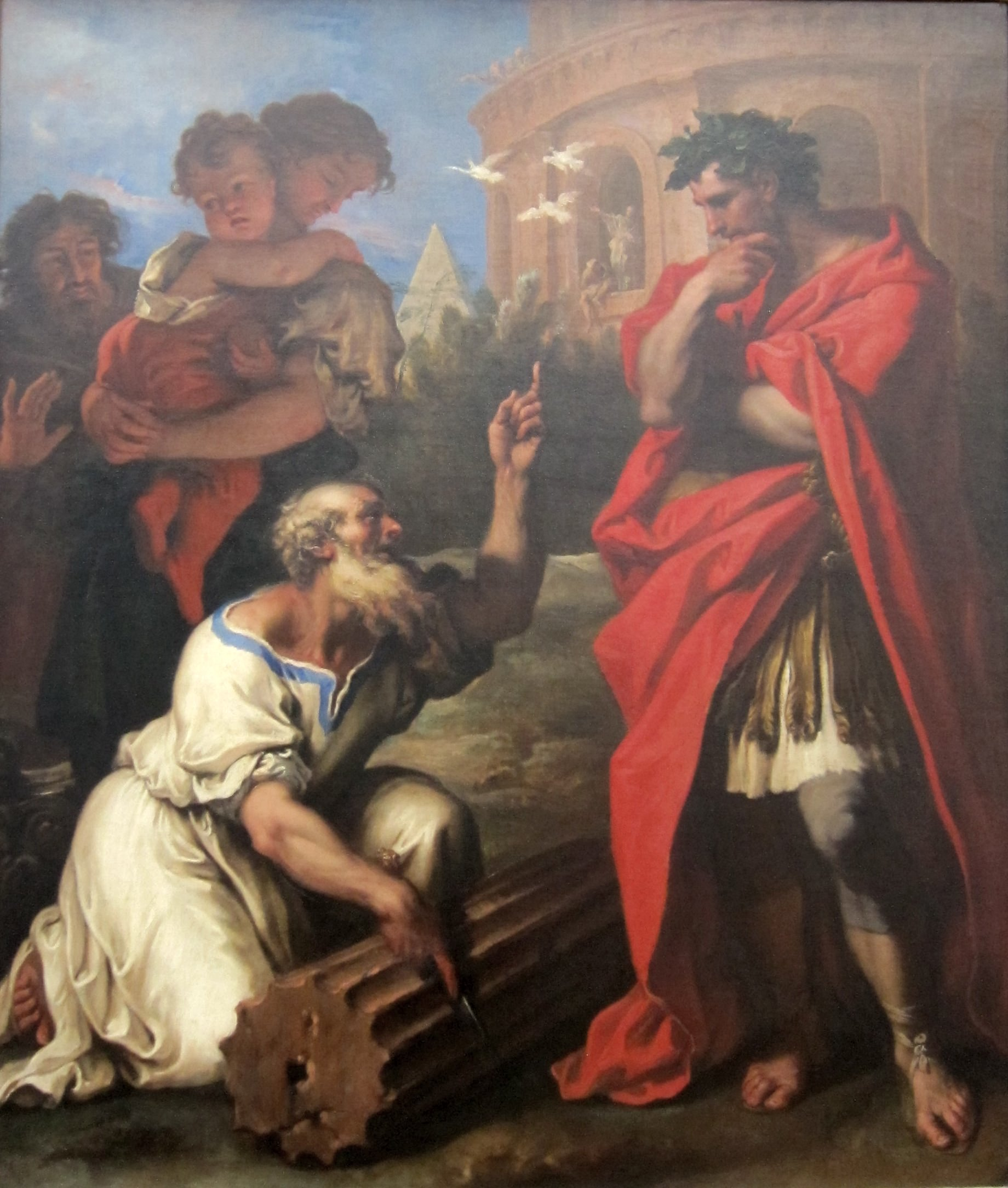
Tarquinio Prisco consultando a Ato Navio
Sebastiano Ricci

Ato Navio  fue un augur durante el reinado de Lucio Tarquinio Prisco en la historia legendaria de la Antigua Roma. Cuando Tarquinio quiso aumentar el número de centurias ecuestres y renombrarlos en su honor, Navius se opuso y declaró que no debía realizarse a menos que los augurios fueran favorables y, como prueba de sus poderes de adivinación, cortó una piedra de afilar con una navaja. La estatua de Navius, con la cabeza cubierta con un velo (capite velato) fue ubicada en el Comitium, cerca al Senado (Tito Livio 1.36.5); la piedra de afilar y la navaja fueron enterrados en el mismo lugar y un puteal fue ubicado sobre ellos. Según Dionisio, fue Tarquinio quien erigió la estatua «en frente del Senado, cerca de la higuera sagrada; era más pequeña que un hombre de estatura promedio y la cabeza estaba cubierta». La higuera sagrada fue nombrada en honor a Attius Navius como Navian.
Al parecer, posteriormente, Tarquinio mandó matar a Navio. Según Albert Schwegler, el puteal indicaría originalmente que el lugar había sido alcanzado por un rayo y la historia es una reminiscencia de la lucha temprana entre el Estado y el clericalismo.